# Igarapé Paraná
Igarapé Paraná är ett vattendrag i Brasilien.   Det ligger i delstaten Amazonas, i den västra delen av landet, 2 800 km väster om huvudstaden Brasília.
I omgivningarna runt Igarapé Paraná växer i huvudsak städsegrön lövskog. Trakten runt Igarapé Paraná är nära nog obefolkad, med mindre än två invånare per kvadratkilometer.